# Сетовська сільська рада (Цілинний район)
Се́товська сільська рада (рос. Сетовский сельский совет) — сільське поселення у складі Цілинного району Курганської області Росії.
Адміністративний центр та єдиний населений пункт — село Сетово.
Населення сільського поселення становить 217 осіб (2017; 312 у 2010, 537 у 2002).